# Kléber Laube Pinheiro
Kléber Laube Pinheiro (sinh ngày 2 tháng 5 năm 1990) là một cầu thủ bóng đá người Brasil.

## Đội tuyển bóng đá quốc gia Brasil
Kléber thi đấu cho đội tuyển bóng đá quốc gia Brasil.

## Thống kê sự nghiệp
| Đội tuyển bóng đá Brasil | Đội tuyển bóng đá Brasil | Đội tuyển bóng đá Brasil |
| Năm                      | Trận                     | Bàn                      |
| ------------------------ | ------------------------ | ------------------------ |
| 2011                     | 2                        | 0                        |
| Tổng cộng                | 2                        | 0                        |